# Isopedella frenchi
Isopedella frenchi är en spindelart som först beskrevs av Henry Roughton Hogg 1903.  Isopedella frenchi ingår i släktet Isopedella och familjen jättekrabbspindlar. Inga underarter finns listade i Catalogue of Life.